# Kurdische Gemeinde Deutschland
Die Kurdische Gemeinde Deutschland (kurdisch: Civaka Kurd Li Almanya, Abk.: KGD) ist ein Dachverband kurdischer Organisationen in Deutschland. Der Bundesvorsitzende ist Ali Ertan Toprak. Sie vertritt die in ihr organisierten Kurden.

## Ziele
Zu den Zielen der Kurdischen Gemeinde Deutschlands zählt die überparteiliche und demokratische Vertretung der Deutschkurden. Sie „fördert die Erhaltung und Vertiefung der kurdischen Kultur und Sprache. Die Anerkennung der kurdischen Identität ist für sie die Grundlage einer Willkommens- und Anerkennungskultur eines modernen Einwanderungslandes.“ Weitere Kennziele der KGD sind die Förderung des friedlichen Zusammenlebens verschiedener Gesellschaftsgruppen, kultureller und politischer Austausch zwischen verschiedenen Organisationen sowie zwischen dem Staat und den Kurden selbst.

## Bedeutung
Die Bedeutung der KGD ist vor allem seit dem kurdischen Krieg gegen den sogenannten Islamischen Staat (Organisation) enorm gewachsen. Medienauftritte, bei denen Mitglieder der Organisation sich für mehr Demokratie und Rechtsstaatlichkeit im Nahen Osten starkmachen, sind nicht selten. Dabei wird auch oft die deutsche Bundesregierung zu mehr Engagement aufgefordert. Im Jahr 2015 beschwerte sich die Organisation über die türkischstämmige Beauftragte der Bundesregierung für Migration, Flüchtlinge und Integration, Aydan Özoğuz, der vorgeworfen wurde, kurdische Migrantenvertretungen bewusst zu ignorieren und zur selben Zeit türkische zu bevorzugen.
Ihre Mitgliedervereine sind vor allem im Ruhrgebiet zu finden. In den übrigen Teilen Deutschlands ist sie kaum bis nicht vertreten.